# Lipofuscin
S pojmom lipofuscin označujemo fina rumeno-rjava pigmentna zrnca (granule), ki so sestavljena iz ostankov razgradnje lipidov v lizosomih. Nahajajo se predvsem v dolgo-živečih celicah, kot so nevroni, kardiomiociti in hepatociti. Specifično so zrnca organizirana okoli jedra in je tip lipokroma.

## Nastanek in sestava
Lipofuscin je najverjetneje produkt oksidacije in polimerizacije membranskih nenasičenih maščobnih kislin, in je lahko posledica poškodbe celične membrane (plazmaleme), mitohondrijev in/ali lizosomov. Poleg lipidov so v lipofuscinu prisotni tudi sladkorji in kovine, kot so živo srebro (Hg), aluminij (Al), železo (Fe), baker (Cu) in cink (Zn).
Po nekaterih teorijah naj bi bil lipofuscin posledica neravnovesja med mehanizmi nastajanja in odstranjevanja lipidov. Tovrstno kopičenje (akumulacija) je bilo npr. opaženo pri podganah ob aplikaciji inhibitorja proteaze, kot je levpeptin, po obdobju, ki traja nekaj mesecev, pa se je količina lipofuscina vrnila na normalno raven, kar nakazuje na veliko aktivnost odstranjevalnih mehanizmov, kljub temu pa obstajajo dvomi o tovrstnem nastanku lipofuscina. Obstajajo tudi dokazi, da »pravi lipofuscin« ni razgradljiv in vitro.

## Medicinski pomen
Kopičenje lipofuscina v večjih količinah je lahko indikator oz, je povezano z degeneracijo makule, lipofuscinozami (npr. Battenova bolezen), kronično obstruktivnimi pljučnimi boleznimi (KOPB), amiotrofično lateralno sklerozo (ALS) in melanozo kolona. Povezan naj bi bil tudi z Alzheimerjevo boleznijo, vendar so raziskave pokazale, da se količine lipofuscina v nevronih pri zdravilh in obolelih ljudeh ne razlikujejo, kar torej nakazuje na to, da lipofuscin nima pomembne vloge pri nastanku bolezni. Lipofuscin se sicer kopiči s starostjo in v večjih količinah blokira proces avtofagije, kar posledično vodi v kopičenje starih in poškodovanih organelov, s tem pa do raznih poškodb (npr. DNK).
Nizkokalorična hrana in vitamin E naj bi zmanjšala ali ustavila nastanek lipofuscina.